# Obtožbe o poskusu izvedbe državnega udara v Moldaviji leta 2023
Leta 2023, med rusko invazijo na Ukrajino, je predsednica Moldavije, Maia Sandu, objavila domnevni ruski načrt za strmoglavljenje vlade Moldavije.

## Ozadje
Ruska vojska je od leta 1992 prisotna v Pridnestrski republiki, nepriznani separatistični državi, ki je mednarodno priznana kot del Moldavije.
Od začetka ruske invazije na Ukrajino leta 2022 so se pojavljali pomisleki, da je Rusija poskušala uporabiti moldavsko ozemlje za napade na Ukrajino.

## Obtožbe o načrtovanju državnega udara
13. februarja 2023 je predsednica Moldavije razkrila podrobnosti domnevne zarote. Do razkritja je prišlo teden dni po izjavi ukrajinskega predsednika Volodimirja Zelenskega, da je ukrajinska obveščevalna služba prestregla načrte Rusije za »uničenje« Moldavije.
Maia Sandu, predsednica Moldavije, je dejala, da so načrti državnega udara vključevali uporabo napadalcev v civilnih oblačilih, napad na državne zgradbe in jemanje talcev, strmoglavljenje državne vlade in vzpostavitev marionetne vlade ter oblikovanje zavezništva med kriminalnimi združbami in izgnanimi moldavskimi oligarhi.

## Protiukrepi
14. februarja, dan po objavi obtožb o načrtovanju državnega udara, je Moldavija za kratek čas zaprla svoj zračni prostor zaradi neznanega objekta, podobnega vremenskemu balonu v bližini moldavsko-ukrajinske meje. Po preučitvi tveganja je bil zračni prostor znova odprt. Incident se je zgodil v ozadju incidenta s kitajskim balonom.
Zaradi potencialnih saboterjev med srbskimi navijači so moldavske oblasti ukazale, da se tekma med FC Sheriff Tiraspol in FK Partizan v izločilnem krogu konferenčne lige UEFA Europa Conference League 2022/23 igra brez prisotnosti občinstva.